# Portela (école de samba)
Le Grêmio Recreativo Escola de Samba Portela est une école de samba de Rio de Janeiro.

## Histoire
Étant l'une des plus anciennes et des plus traditionnelles écoles, elle joue un rôle primordial dans la construction de l'identité culturelle carioca et de nombreux sambistas célèbres comme Monarco, Candeia ou Paulinho da Viola en sont issus.
Deux des plus grandes chanteuses de cette école sont Clementina de Jesus et Tia Surica.
À ce jour, Portela a gagné 22 titres de champion du carnaval (notamment en 2017), et possède ainsi le plus grand nombre de victoires.

## Carnavals
| Année | 1932 | 1933 | 1934 | 1935 | 1936 | 1937 | 1939 | 1940 |
| ----- | ---- | ---- | ---- | ---- | ---- | ---- | ---- | ---- |
| Div   | D1   | D1   | D1   | D1   | D1   | D1   | D1   | D1   |
| Année | 1941 | 1942 | 1943 | 1944 | 1945 | 1946 | 1947 | 1948 |
| Div   | D1   | D1   | D1   | D1   | D1   | D1   | D1   | D1   |
| Année | 1949 | 1950 | 1951 | 1952 | 1953 | 1954 | 1955 | 1956 |
| Div   | D1   | D1   | D1   | D1   | D1   | D1   | D1   | D1   |
| Année | 1957 | 1958 | 1959 | 1960 | 1961 | 1962 | 1963 | 1964 |
| Div   | D1   | D1   | D1   | D1   | D1   | D1   | D1   | D1   |
| Année | 1965 | 1966 | 1967 | 1968 | 1969 | 1970 | 1971 | 1972 |
| Div   | D1   | D1   | D1   | D1   | D1   | D1   | D1   | D1   |
| Année | 1973 | 1974 | 1975 | 1976 | 1977 | 1978 | 1979 | 1980 |
| Div   | D1   | D1   | D1   | D1   | D1   | D1   | D1   | D1   |
| Année | 1981 | 1982 | 1983 | 1984 | 1985 | 1986 | 1987 | 1988 |
| Div   | D1   | D1   | D1   | D1   | D1   | D1   | D1   | D1   |
| Année | 1989 | 1990 | 1991 | 1992 | 1993 | 1994 | 1995 | 1996 |
| Div   | D1   | D1   | D1   | D1   | D1   | D1   | D1   | D1   |
| Année | 1997 | 1998 | 1999 | 2000 | 2001 | 2002 | 2003 | 2004 |
| Div   | D1   | D1   | D1   | D1   | D1   | D1   | D1   | D1   |
| Année | 2005 | 2006 | 2007 | 2008 | 2009 | 2010 | 2011 | 2012 |
| Div   | D1   | D1   | D1   | D1   | D1   | D1   | D1   | D1   |
| Année | 2013 | 2014 | 2015 | 2016 | 2017 | 2018 | 2019 | 2020 |
| Div   | D1   | D1   | D1   | D1   | D1   | D1   | D1   | D1   |
| Année | 2022 | 2023 | 2024 |      |      |      |      |      |
| Div   | D1   | D1   | D1   |      |      |      |      |      |

## Données de l'école
| Palmarès | Palmarès | Titres |
| -------- | -------- | ------ |
|          | D1       | 22     |

## Galerie

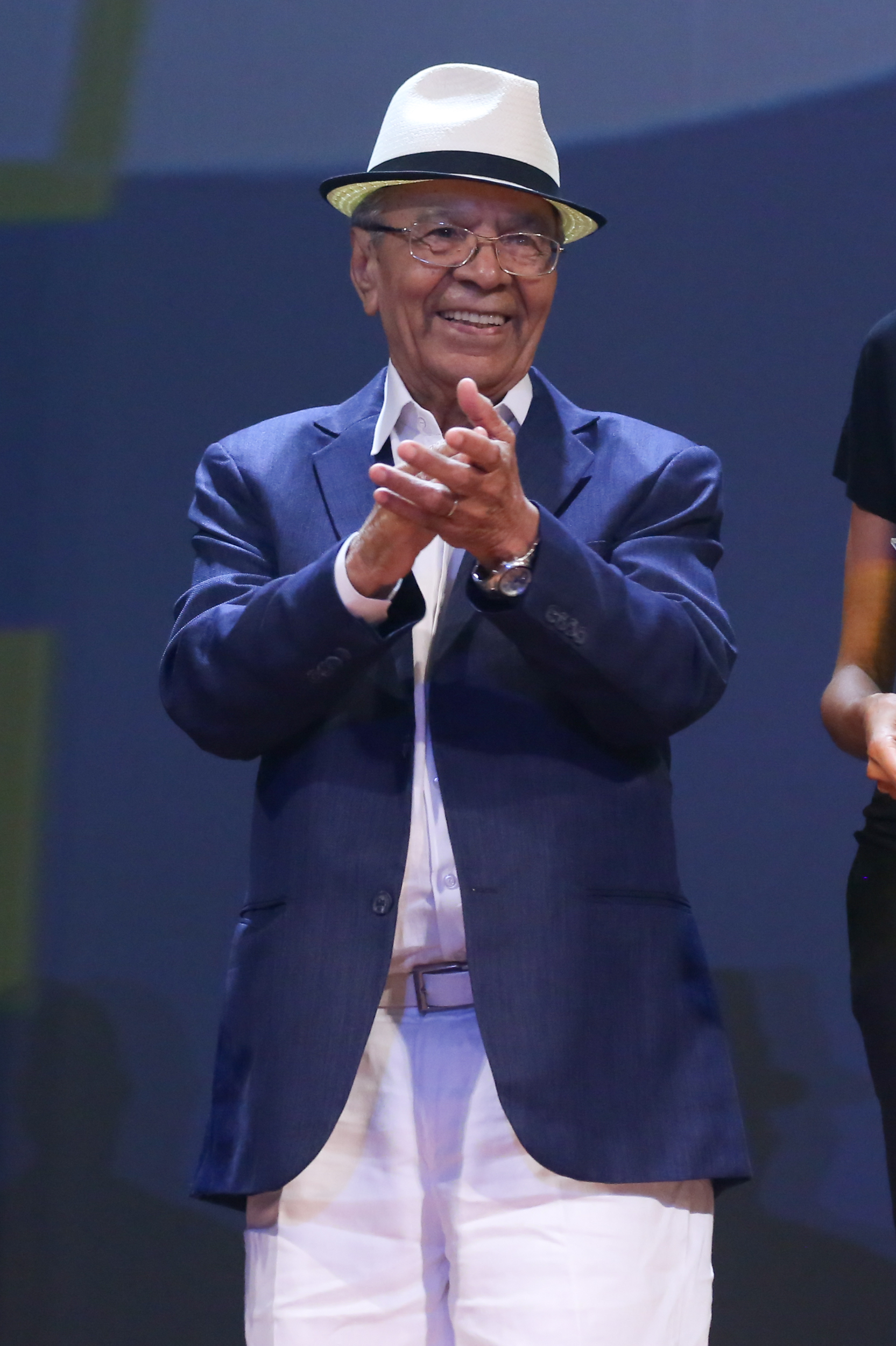
Le chanteur Monarco, président honoraire de la Portela
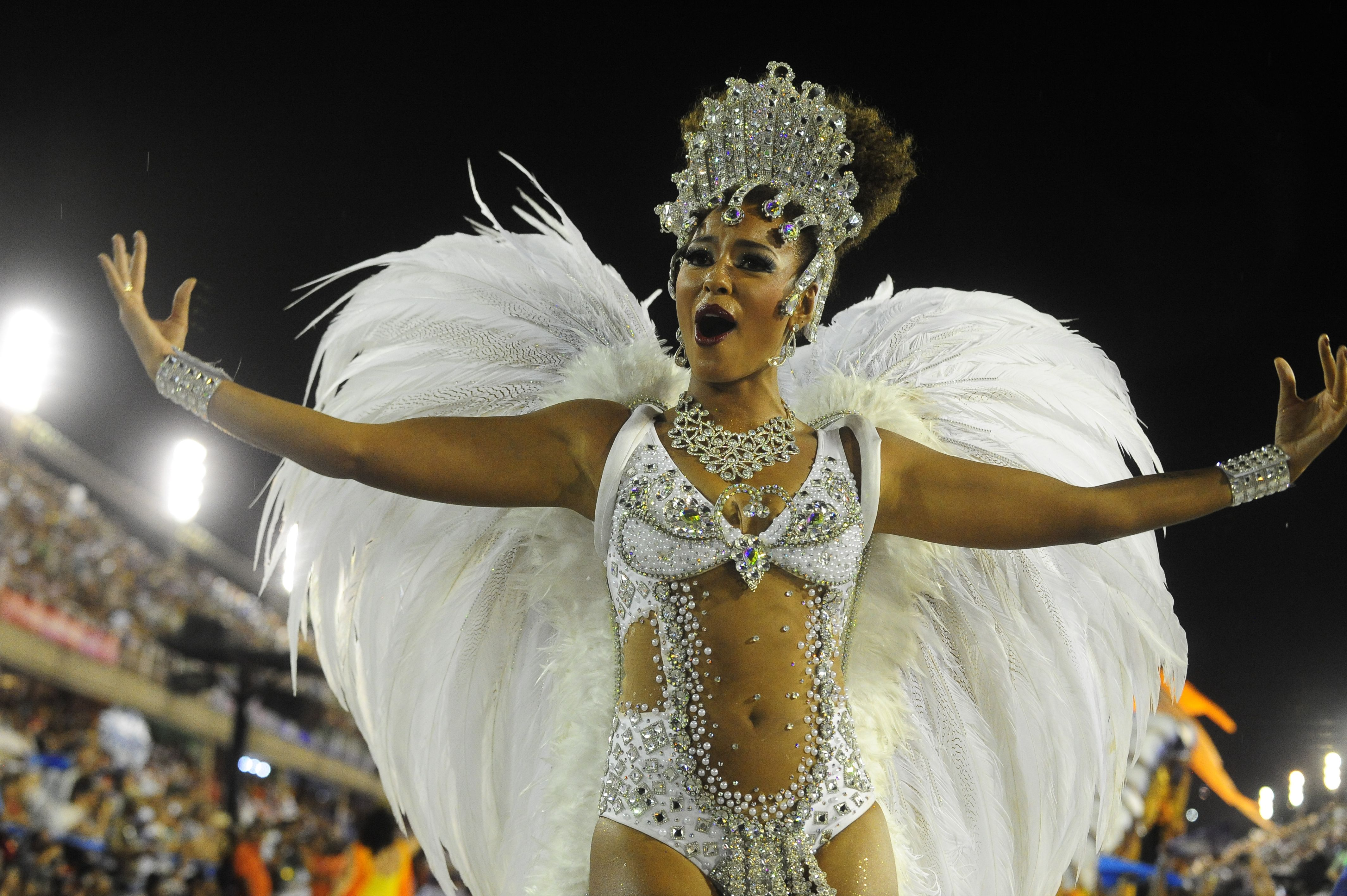
L'actrice Sheron Menezzes (pt), durant le carnaval de 2015

## Dans la culture populaire

### Cinéma
- Le film Natal le manchot (Natal da Portela) (1988), de Paulo César Saraceni, narre la vie de l’opérateur de loteries clandestines et sponsor de l’école[2].
- Dans le film Um Ano Inesquecível – Verão (Une année inoubliable – été) (2023), de Cris D'Amato, une jeune femme obtient une place de couturière dans lécole de samba de Portela et découvre l’univers du carnaval[3].

### Littérature
- Dans la nouvelle Amor de Carnaval, de Thalita Rebouças, du  recueil Um Ano Inesquecível, (2015), une jeune femme obtient une place de couturière dans lécole de samba de Portela et découvre l’univers du carnaval[4].